# Огњен Мимовић
Огњен Мимовић (Горњи Милановац, 17. август 2004) српски је фудбалер који тренутно наступа за Зенит из Санкт Петербурга.

## Каријера
Мимовић је у Црвену звезду стигао из родног Горњег Милановца. Комбиновано је наступао и за млађе узрасте Графичара, где је такође током лета 2022. тренирао с првом екипом. У другом делу сезоне 2022/23. носио је дрес ОФК Београда у Српској лиги. Искључен је на сусрету са Земуном након што му је судија Срђан Јовановић показао други жути картон. То такмичење је по његовом окончању екипа ОФК Београда завршила на првом месту, освојивши три бода у последњем колу службеним резултатом. Након пласмана у виши степен такмичења, Мимовић је наставио да игра за клуб и у Првој лиги Србије.
Услед договореног трансфера Косте Недељковића у Астон Вилу, а затим и вести о његовој повреди, Мимовић је продужио уговор са Црвеном звездом. Прикључен је првом тиму код тренера Владана Милојевића, али је остављена могућност, у складу с установљеним Правилником, да паралелно наступа и за ОФК Београд у наставку сезоне. За Црвену звезду је дебитовао у 22. колу Суперлиге Србије за сезону 2023/24. Тада је утакмицу против Чукаричког, дана 24. фебруара 2024. године, започео у својству бонус фудбалера. Затим је, такође као бонус, у игру ушао током другог полувремена 172. вечитог дербија заменивши на терену Марка Стаменића. На том сусрету, Мимовић је након напада у 86. минуту погодио пречку противничког тима. По окончању сезоне, Мимовић је с екипом ОФК Београда освојио Прву лигу Србије и допринео пласману у виши степен такмичења, док је за Црвену звезду уписао 15 наступа и освојио дуплу круну. Мимовић је постигао гол у првом мечу плеј офа за улазак у Лигу шампиона на гостовању норвешкој екипи Боде/Глимт. Услед повреде метатарзалне кости на отварању групне фазе тог такмичења, против Бенфике, Мимовић је наредна два месеца био ван тренажног процеса.
Последњег дана јануара 2025. Мимовић је остварио инострани трансфер потписавши за Фенербахче. Међутим, убрзо је објављено да клуб није у могућности да га пријави за даље такмичење у Суперлиги Турске због ограничења у броју страних играча. Тако је средином фебруара прослеђен на позајмицу Зениту из Санкт Петербурга. Ту је поново задужио дрес с бројем 70 који је раније носио у Црвеној звезди.

## Репрезентација
Мимовић је у септембру 2022. године добио позив Јована Дамјановића у омладинску репрезентацију Србије за Меморијални турнир „Стеван Вилотић Ћеле”. У квалификационом циклусу за Европско првенство наступио је на сусрету с вршњацима из Пољске у марту 2023. године. На тој утакмици био је стрелац једног од погодака у ремију резултатом 2 : 2 након којег је екипа Србије окончала квалификациони циклус без пласмана на завршни турнир. Средином марта 2024. добио је позив Љубинка Друловића у младу репрезентацију за квалификационе сусрете крајем истог месеца. Дебитовао је против Луксембурга, на шестој утакмици Србије у групи Ф. Тада је заменио Уроша Лазића у 79. минуту, а догађај је завршен резултатом 1 : 1. Неколико дана касније, нашао се у првој постави у поразу од Северне Ирске, на Стадиону Дубочице у Лесковцу.
Селектор сениорског састава, Драган Стојковић, похвално је говорио о Мимовићевим наступима у Лиги шампиона током 2024. и жељи да га позове у национални тим. Међутим, најпре због већ објављеног списка, а касније и повреде фудбалера, Мимовић је по први пут био на списку у марту 2025. године. Тада је наступио у двомечу баража са Аустријом у оквиру Лиге нација. На првој од две утакмице, када је читав сусрет провео на терену, Мимовић је био асистент код изједначујућег поготка Лазара Самарџића за коначних 1 : 1.

## Статистика

### Клупска
Ажурирано 26. марта 2025.
|                                   |          |                      |    |   |   |   |   |   |   |   |    |   |  |  |
| ОФК Београд (позајмица)           | 2022/23. | Српска лига Београд  | 11 | 0 | — | — | — | — | — | — | 11 | 0 |  |  |
| ОФК Београд (позајмица)           | 2023/24. | Прва лига Србије     | 14 | 0 | — | — | — | — | — | — | 14 | 0 |  |  |
| ОФК Београд (позајмица)           | Укупно   | Укупно               | 25 | 0 | — | — | — | — | — | — | 25 | 0 |  |  |
|                                   |          |                      |    |   |   |   |   |   |   |   |    |   |  |  |
| Црвена звезда                     | 2023/24. | Суперлига Србије     | 13 | 0 | 2 | 0 | — | — | — | — | 15 | 0 |  |  |
| Црвена звезда                     | 2024/25. | Суперлига Србије     | 12 | 0 | 0 | 0 | 7 | 1 | — | — | 19 | 1 |  |  |
| Црвена звезда                     | Укупно   | Укупно               | 25 | 0 | 2 | 0 | 7 | 1 | — | — | 34 | 1 |  |  |
|                                   |          |                      |    |   |   |   |   |   |   |   |    |   |  |  |
| Фенербахче                        | 2024/25. | Суперлига Турске     | —  | — | — | — | — | — | — | — | 0  | 0 |  |  |
|                                   |          |                      |    |   |   |   |   |   |   |   |    |   |  |  |
| Зенит Санкт Петербург (позајмица) | 2024/25. | Премијер лига Русије | 2  | 0 | 1 | 0 | — | — | — | — | 3  | 0 |  |  |
|                                   |          |                      |    |   |   |   |   |   |   |   |    |   |  |  |
| Каријера                          | Каријера | Каријера             | 52 | 0 | 3 | 0 | 7 | 1 | — | — | 62 | 1 |  |  |
|                                   |          |                      |    |   |   |   |   |   |   |   |    |   |  |  |

### Утакмице у дресу репрезентације
| Репрезентација Србије у узрасту до 19 година старости | Репрезентација Србије у узрасту до 19 година старости | Репрезентација Србије у узрасту до 19 година старости | Репрезентација Србије у узрасту до 19 година старости | Репрезентација Србије у узрасту до 19 година старости | Репрезентација Србије у узрасту до 19 година старости | Репрезентација Србије у узрасту до 19 година старости | Репрезентација Србије у узрасту до 19 година старости | Репрезентација Србије у узрасту до 19 година старости | Репрезентација Србије у узрасту до 19 година старости |
| #                                                     | Датум                                                 | Такмичење                                             | Локација                                              | Домаћин                                               | Резултат                                              | Гост                                                  | Гол                                                   | Реф.                                                  |                                                       |
| ----------------------------------------------------- | ----------------------------------------------------- | ----------------------------------------------------- | ----------------------------------------------------- | ----------------------------------------------------- | ----------------------------------------------------- | ----------------------------------------------------- | ----------------------------------------------------- | ----------------------------------------------------- | ----------------------------------------------------- |
| 1.                                                    | 22. септембар 2022.                                   | Меморијални турнир „Стеван Вилотић Ћеле”              | Градски стадион, Суботица                             | Србија                                                | 3 : 1                                                 | Финска                                                |                                                       | [ 52 ]                                                |                                                       |
| 2.                                                    | 24. септембар 2022.                                   | Меморијални турнир „Стеван Вилотић Ћеле”              | Стадион Милан Средановић, Кула                        | Србија                                                | 0 : 3                                                 | Португалија                                           |                                                       | [ 53 ]                                                |                                                       |
| 3.                                                    | 26. септембар 2022.                                   | Меморијални турнир „Стеван Вилотић Ћеле”              | Градски стадион, Суботица                             | Србија                                                | 3 : 1                                                 | Француска                                             |                                                       | [ 54 ]                                                |                                                       |
| 4.                                                    | 28. март 2023.                                        | Квалификације за Европско првенство                   | Тренинг центар Краковије                              | Пољска                                                | 2 : 2                                                 | Србија                                                | Гол                                                   | [ 33 ]                                                |                                                       |
| 4                                                     | Укупан број утакмица и постигнутих погодака           | Укупан број утакмица и постигнутих погодака           | Укупан број утакмица и постигнутих погодака           | Укупан број утакмица и постигнутих погодака           | Укупан број утакмица и постигнутих погодака           | Укупан број утакмица и постигнутих погодака           | 1                                                     |                                                       |                                                       |

| Репрезентација Србије у узрасту до 21 године старости | Репрезентација Србије у узрасту до 21 године старости                    | Репрезентација Србије у узрасту до 21 године старости                    | Репрезентација Србије у узрасту до 21 године старости                    | Репрезентација Србије у узрасту до 21 године старости                    | Репрезентација Србије у узрасту до 21 године старости                    | Репрезентација Србије у узрасту до 21 године старости                    | Репрезентација Србије у узрасту до 21 године старости | Репрезентација Србије у узрасту до 21 године старости | Репрезентација Србије у узрасту до 21 године старости |
| #                                                     | Датум                                                                    | Такмичење                                                                | Локација                                                                 | Домаћин                                                                  | Резултат                                                                 | Гост                                                                     | Мин.                                                  | Гол                                                   | Реф.                                                  |
| ----------------------------------------------------- | ------------------------------------------------------------------------ | ------------------------------------------------------------------------ | ------------------------------------------------------------------------ | ------------------------------------------------------------------------ | ------------------------------------------------------------------------ | ------------------------------------------------------------------------ | ----------------------------------------------------- | ----------------------------------------------------- | ----------------------------------------------------- |
| 1.                                                    | 22. март 2024.                                                           | Квалификације за Европско првенство                                      | Стадион Емил Мајриш, Еш сир Алзет                                        | Луксембург                                                               | 1 : 1                                                                    | Србија                                                                   |                                                       | [ 36 ]                                                |                                                       |
| 2.                                                    | 26. март 2024.                                                           | Квалификације за Европско првенство                                      | Стадион Дубочица, Лесковац                                               | Србија                                                                   | 1 : 2                                                                    | Северна Ирска                                                            |                                                       | [ 37 ]                                                |                                                       |
| 3.                                                    | 6. септембар 2024.                                                       | Квалификације за Европско првенство                                      | Стадион Емил Мајриш, Рига                                                | Украјина                                                                 | 2 : 1                                                                    | Србија                                                                   |                                                       | [ 55 ]                                                |                                                       |
| 4.                                                    | 10. септембар 2024.                                                      | Квалификације за Европско првенство                                      | Далга арена, Баку                                                        | Азербејџан                                                               | 0 : 2                                                                    | Србија                                                                   |                                                       | [ 56 ]                                                |                                                       |
| 4                                                     | Укупан број утакмица, постигнутих погодака и минута проведених на терену | Укупан број утакмица, постигнутих погодака и минута проведених на терену | Укупан број утакмица, постигнутих погодака и минута проведених на терену | Укупан број утакмица, постигнутих погодака и минута проведених на терену | Укупан број утакмица, постигнутих погодака и минута проведених на терену | Укупан број утакмица, постигнутих погодака и минута проведених на терену | 0                                                     |                                                       |                                                       |

| Фудбалска репрезентација Србије | Фудбалска репрезентација Србије                                          | Фудбалска репрезентација Србије                                          | Фудбалска репрезентација Србије                                          | Фудбалска репрезентација Србије                                          | Фудбалска репрезентација Србије                                          | Фудбалска репрезентација Србије                                          | Фудбалска репрезентација Србије | Фудбалска репрезентација Србије | Фудбалска репрезентација Србије |
| #                               | Датум                                                                    | Такмичење                                                                | Локација                                                                 | Домаћин                                                                  | Резултат                                                                 | Гост                                                                     | Мин.                            | Гол                             | Реф.                            |
| ------------------------------- | ------------------------------------------------------------------------ | ------------------------------------------------------------------------ | ------------------------------------------------------------------------ | ------------------------------------------------------------------------ | ------------------------------------------------------------------------ | ------------------------------------------------------------------------ | ------------------------------- | ------------------------------- | ------------------------------- |
| 1.                              | 20. март 2025.                                                           | Лига нација                                                              | Стадион Ернст Хапел, Беч                                                 | Аустрија                                                                 | 1 : 1                                                                    | Србија                                                                   |                                 | [ 57 ]                          |                                 |
| 2.                              | 25. март 2025.                                                           | Лига нација                                                              | Стадион Рајко Митић, Београд                                             | Србија                                                                   | 2 : 0                                                                    | Аустрија                                                                 |                                 | [ 58 ]                          |                                 |
| 2                               | Укупан број утакмица, постигнутих погодака и минута проведених на терену | Укупан број утакмица, постигнутих погодака и минута проведених на терену | Укупан број утакмица, постигнутих погодака и минута проведених на терену | Укупан број утакмица, постигнутих погодака и минута проведених на терену | Укупан број утакмица, постигнутих погодака и минута проведених на терену | Укупан број утакмица, постигнутих погодака и минута проведених на терену | 0                               | [ 59 ]                          |                                 |

## Трофеји, награде и признања

### Екипно
ОФК Београд
- Српска лига Београд : 2022/23.[60]
- Прва лига Србије : 2023/24.[21]

Црвена звезда
- Суперлига Србије : 2023/24.[61]
- Куп Србије : 2023/24.[62]